# Norrfjärdens landskommun
Norrfjärdens landskommun var tidigare en kommun i Norrbottens län.

## Administrativ historik
Norrfjärdens landskommun bildades 1916 genom en utbrytning ur Piteå landskommun. Kommunreformen 1952 påverkade inte indelningarna i området, då varken Västerbottens eller Norrbottens län berördes av reformen. År 1967 lades dock kommunen samman med Piteå stad, som fyra år senare ombildades till nuvarande Piteå kommun.

### Kyrklig tillhörighet
Norrfjärdens landskommun tillhörde Norrfjärdens församling.

## Kommunvapen
Norrfjärdens landskommun förde inte något vapen.

## Geografi
Norrfjärdens landskommun omfattade den 1 januari 1952 en areal av 443,94 km², varav 424,19 km² land. Efter nymätningar och arealberäkningar färdiga den 1 januari 1954 omfattade landskommunen den 1 januari 1961 en areal av 510,77 km², varav 490,94 km² land.

### Tätorter i kommunen 1960
| Tätort      | Folkmängd |
| ----------- | --------- |
| Rosvik      | 503       |
| Norrfjärden | 452       |
| Kopparnäs   | 248       |

Tätortsgraden i kommunen var den 1 november 1960 29,1 procent.

## Befolkningsutveckling
| Befolkningsutvecklingen i Norrfjärdens landskommun 1920–1965 | Befolkningsutvecklingen i Norrfjärdens landskommun 1920–1965 | Befolkningsutvecklingen i Norrfjärdens landskommun 1920–1965 | Befolkningsutvecklingen i Norrfjärdens landskommun 1920–1965 | Befolkningsutvecklingen i Norrfjärdens landskommun 1920–1965 |
| --- | ------------------------------------------------------------ | ------------------------------------------------------------ | ------------------------------------------------------------ | ------------------------------------------------------------ |
| |                                                              |                                                              |                                                              |                                                              |
| År |                                                              |                                                              | Invånare                                                     |                                                              |
| 1920 | 1920                                                         |                                                              | 4 772                                                        | 4 772                                                        |
| 1925 | 1925                                                         |                                                              | 4 884                                                        | 4 884                                                        |
| 1930 | 1930                                                         |                                                              | 4 857                                                        | 4 857                                                        |
| 1935 | 1935                                                         |                                                              | 4 928                                                        | 4 928                                                        |
| 1940 | 1940                                                         |                                                              | 4 870                                                        | 4 870                                                        |
| 1945 | 1945                                                         |                                                              | 4 860                                                        | 4 860                                                        |
| 1950 | 1950                                                         |                                                              | 4 663                                                        | 4 663                                                        |
| 1955 | 1955                                                         |                                                              | 4 571                                                        | 4 571                                                        |
| 1960 | 1960                                                         |                                                              | 4 218                                                        | 4 218                                                        |
| 1965 | 1965                                                         |                                                              | 3 812                                                        | 3 812                                                        |
| Källa: SCB - Folkmängd inom administrativa områden 1910-1961 och Folkmängd 31 dec 1950-1975 i län, kommuner och församlingar enligt kommunindelningen 1 jan 1976. |                                                              |                                                              |                                                              |                                                              |

## Politik

### Mandatfördelning i valen 1938-1962
| 2 | 16 | 5 |  |  |

| 25 |

| 2 | 16 | 5 |  |  |

| 25 |

| 3 | 15 | 5 |  |  |

| 25 |

| 2 | 15 | 6 |  |  |

| 25 |

| 2 | 15 | 5 |  | 2 |

| 23 |

| 2 | 14 | 6 |  | 2 |

| 24 |

| 2 | 15 | 6 |  |  |

| 24 |